# ハイパーマッハ・ソニックスター
ソニックスター
- 用途：極超音速輸送機
- 設計者：ハイパーマッハ
- 製造者：ハイパーマッハ航空宇宙産業
- 運用者：航空会社
- 初飛行：2028年（予定）
- 運用状況：計画中

ハイパーマッハ・ソニックスター（英語: HyperMach SonicStar）は、ハイパーマッハのCEOであるリチャード・ラグによって設計され提案された超音速ジェット旅客機。

## 計画
ラグは、2014年のアブダビで開催されたグローバル航空宇宙サミットでのプレゼンテーションと2016年のアルティチュード航空のインタビューで、2028年2月までに極超音速輸送機を飛行させる予定であると述べている。
ソニックスターは、マッハ数3.6(2,375 mph (3,822 km/h))の速度に達し、高度 80,000フィート (24,380m)で飛行することが期待されている。ハイパーマッハの推進力は、コンコルドに搭載されたロールスロイス／スネークマ社のオリンパス593エンジンより30％燃費が良くなると予測され、コンコルドの3倍の速度で飛行する可能性がある。推力157,700のSonicBlue HYSCRAM（英語: Hypersonic Superconducting Combustion Ram Accelerated Magnetohydrodynamic Drive「超音速超電導燃焼ラム加速磁気流体駆動装置」）ハイブリッド極超音速6500-Xシリーズ エンジン2基を搭載する予定である。現在開発中の電磁抗力低減技術により、陸上でのソニックブームの解消が期待されている。提案されたハイパースターは、10〜20人の乗客を運ぶ。
2019年2月、ハイパーマッハが計画している20人乗りの超音速ビジネスジェット(SSBJ) は、マッハ 4.0までの速度で飛行できると述べている。これは、6月のパリ航空ショーでVテール航空機が初めて公開されたときに発表されたマッハ3.6の最高速度よりも速いマッハ4.0のソニックスターは、ニューヨークからドバイまで2時間20分で飛行可能。就航は2025年以降と説明している。

## 仕様
データ:

### 一般的な特徴
- 最大巡航速度 : マッハ 3.6
- 長距離巡航速度 : マッハ 3.1
- 高速巡航速度 : マッハ 3.4
- エンジン : ソニックブルーS-MAGJETハイブリッド超音速4000-Xシリーズ 2基
- 推力 : 54,700ポンド（定格荷重）
- 翼面積 : 1,800平方フィート
- 着陸距離 : 4,800フィート
- 航続距離 : 6,000海里
- 最高高度 : 62,000フィート

### キャビン
- 全長 - 64.0メートル
- 全高 - 2.6メートル
- 全幅 - 2.7メートル